# اورخان قربان‌لی
اورخان قربان‌لی (ترکی آذربایجانی: Orxan Qurbanlı؛ زادهٔ ۱۲ ژوئیهٔ ۱۹۹۵) بازیکن فوتبال اهل جمهوری آذربایجان است.